# Erastria swinhoei
Erastria swinhoei är en fjärilsart som beskrevs av Butler 1880. Erastria swinhoei ingår i släktet Erastria och familjen mätare. Inga underarter finns listade i Catalogue of Life.